# Hennstedt (Dithmarschen)
Hennstedt település Németországban, Schleswig-Holstein tartományban. Lakosainak száma 2055 fő (2023. december 31.).

## Népesség
A település népességének változása:
| Lakosok száma | 1906 | 1940 | 1931 | 2023 | 2042 | 2055 |
|               | 1975 | 2017 | 2019 | 2021 | 2022 | 2023 |